# Mitraísmo

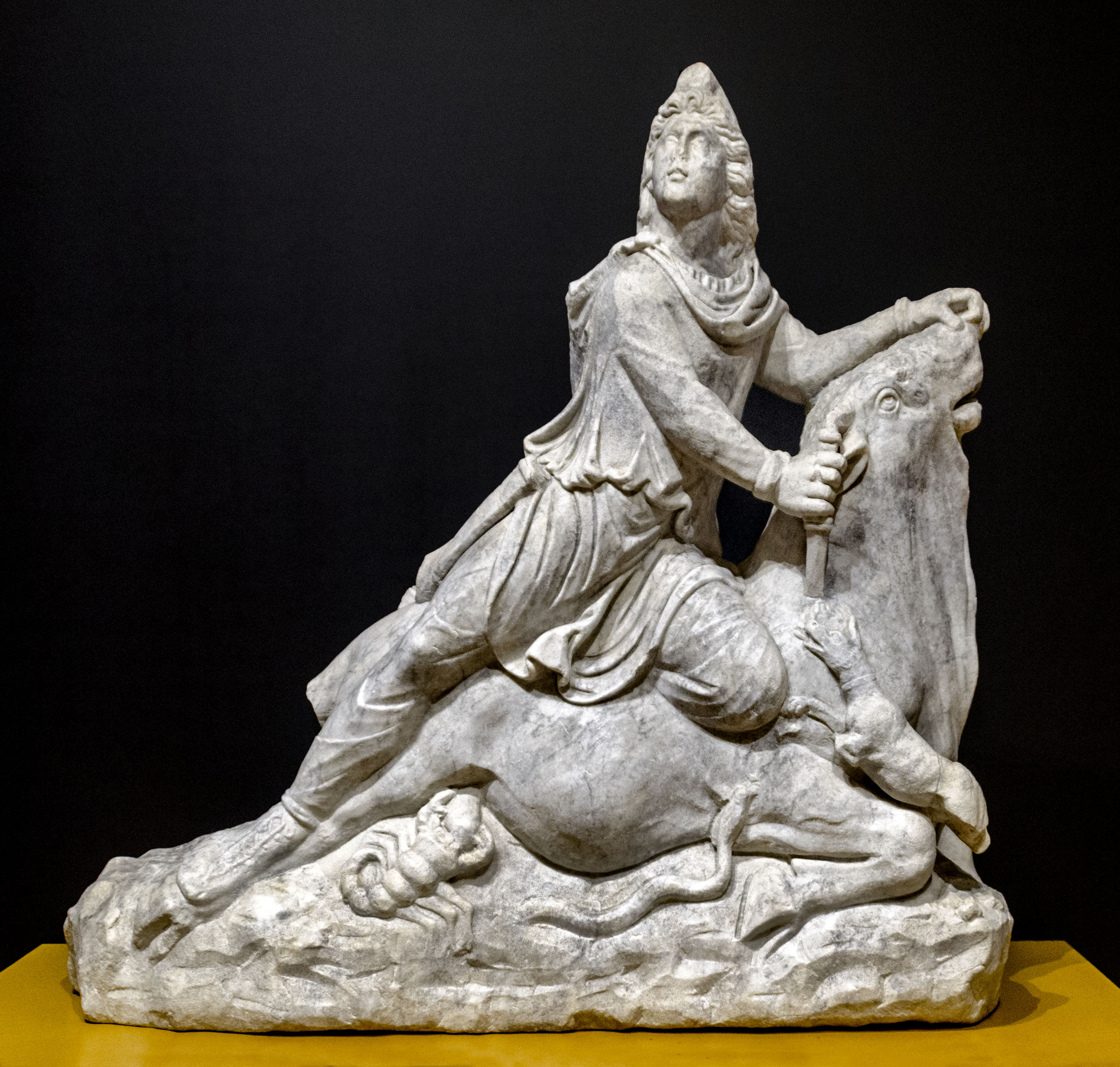
El Mitra de Cabra es la única Tauroctonia mitráica de bulto redondo encontrada en la península ibérica.

Se denomina mitraísmo o misterios de Mitra (en persa: مهرپرستی‎) a una religión mistérica muy difundida en el Imperio romano entre los siglos I y IV d. C. en que se rendía culto a una divinidad llamada Mitra y que tuvo especial implantación entre los soldados romanos. Si bien inspirado en el culto iranio a la divinidad zoroástrica (yazata) Mitra, el Mitra romano está vinculado a una imaginería nueva y distintiva, y se debate el grado de continuidad entre la práctica persa y la grecorromana.Aunque la deidad Mitra está documentada en Asia Menor desde el siglo XV a. C., el mitraísmo romano fue mencionado por primera vez por el poeta romano Estacio († 96). 
El mitraísmo gozaba de gran popularidad sobre todo entre los legionarios romanos, pero también incluía a otros funcionarios, comerciantes e incluso esclavos. Las mujeres, en cambio, estaban estrictamente excluidas. Los adoradores de Mitra tenían un complejo sistema de siete grados de iniciación y comidas rituales comunitarias. Los iniciados se autodenominaban syndexioi, los «unidos por el apretón de manos». Se reunían en templos subterráneos, ahora llamados mitrea, que sobreviven en gran número, de los cuales los más antiguos documentados datan de mediados del siglo II, y los más recientes, de mediados del siglo V. El culto parece haber tenido su centro en Roma, y fue popular en toda la mitad occidental del imperio, tan al sur como el África romana y Numidia, tan al oriente como la Dacia romana, tan al norte como la Britania romana,(pp 26–27)y en menor medida en la Siria romana. El culto alcanzó su apogeo a finales del siglo II y en el siglo III, tras la adhesión del emperador Cómodo (180-192). La relación con el dios solar romano Sol se fue estrechando con el paso del tiempo, hasta que Mitra y Sol acabaron a menudo fusionándose. Como Sol Invictus Mitra, el dios fue venerado por numerosos emperadores, especialmente desde Aureliano, incluido el joven Constantino I (306-337). Sin embargo, con el establecimiento del cristianismo en el Imperio Romano, el mitraísmo desapareció en pocas generaciones y cayó en un olvido casi total hasta que fue redescubierto en la época moderna gracias a hallazgos arqueológicos. El mitraísmo se considera rival del cristianismo primitivo.(p 147)La práctica del mitraísmo, como la de todas las religiones paganas, fue declarada ilegal en el año 391 por el emperador Teodosio. Los mitraístas sufrieron persecución de parte de los cristianos, y la religión fue suprimida y eliminada en el imperio romano para finales del siglo.
Los orígenes de esta religión no se conocen de forma precisa, aunque los estudiosos coinciden en afirmar que llegó al mundo romano desde Oriente, concretamente desde Asia Menor. Como los demás cultos mistéricos del mundo grecorromano, el mitraísmo giraba en torno a secretos que sólo se revelaban a los iniciados. Al entrar en el culto, cada nuevo miembro juraba guardar el más estricto silencio. Por tanto, nuestro conocimiento del mitraísmo se basa únicamente en las descripciones de cronistas externos y en las numerosas imágenes conservadas de altares mitraicos.  Existen testimonios materiales de la práctica de esta religión en numerosos lugares del antiguo Imperio romano: en Roma y en Ostia, así como en Mauritania, Britania y las provincias fronterizas a lo largo de los ríos Rin y Danubio, consistentes en restos de templos, inscripciones y obras de arte que representan al dios u otros aspectos de la religión. Frente a esta relativa abundancia de restos arqueológicos, son muy escasas las referencias en textos clásicos a esta religión.Escenas icónicas de Mitra lo muestran naciendo de una roca, sacrificando un toro o compartiendo un banquete con el dios Sol. En unos 420 yacimientos se han encontrado materiales relacionados con este culto. Entre los objetos encontrados hay unas 1000 inscripciones, 700 ejemplos de la escena de la matanza del toro (tauroctonía) y unos 400 monumentos más.(p xxi)Se ha estimado que habría al menos 680 mitrea en la ciudad de Roma. No se conservan relatos escritos ni teología de la religión; la información que se puede obtener de las inscripciones y de las referencias breves o de pasada en la literatura griega y latina es limitada. La interpretación de las pruebas físicas sigue siendo problemática y controvertida.
El contenido de la doctrina del mitraísmo no está muy claro. Dado que no ha sobrevivido prácticamente ninguna información literaria sobre el culto a Mitra, todas las reflexiones contemporáneas sobre su contenido y formas se basan en representaciones pictóricas que no llevan inscripciones explicativas, e inscripciones que suelen consistir únicamente en breves palabras dedicatorias. Por lo tanto, hay que tener en cuenta un alto grado de especulación en todas las interpretaciones contemporáneas y, especialmente, en todas las representaciones excesivamente rigurosas.

## Orígenes del mitraísmo
Según Franz Cumont, en su estudio publicado a comienzos del siglo XX, el origen del mitraísmo se encuentra en el antiguo Irán. De hecho, Mithra es una divinidad indoirania cuyo origen puede remontarse hasta el II milenio a. C.: su nombre es mencionado por primera vez en un tratado entre los hititas y los mitani, escrito hacia el 1400 a. C.
En la India, figura en los himnos védicos como dios de la luz, asociado a Váruna. En los Avesta iranios, es un dios benéfico, colaborador de Ahura Mazda, y recibe el sobrenombre de «juez de las almas». Es posible que su culto llegase a Occidente desde Irán gracias a la difusión del zoroastrismo, del que sería una especie de herejía. Sin embargo, los estudios actuales del mitraísmo tienden a considerar que no puede admitirse una filiación directa entre el Mitra indoiranio y el mitraísmo, al que a veces denominan Mitras o Mithras, usando la forma griega de su nombre para diferenciarle del primero.

## Principios del mitraísmo
La información existente sobre el mitraísmo (bastante fragmentaria) se refiere a su práctica durante el Bajo Imperio Romano. Era una religión mistérica, de tipo iniciático, basada en la transmisión oral y ritual de iniciado a iniciado y no en un cuerpo de escrituras sagradas. Recoge las concepciones dualistas de origen mazdeísta (zurvanismo). Como en todas las religiones mistéricas, los adeptos estaban obligados a mantener en secreto los rituales del culto. Por todo ello, la documentación escrita concerniente al mitraísmo es prácticamente inexistente.
El estudio de esta religión se ha basado sobre todo en la iconografía que decoraba los mitreos.

### El mitreo

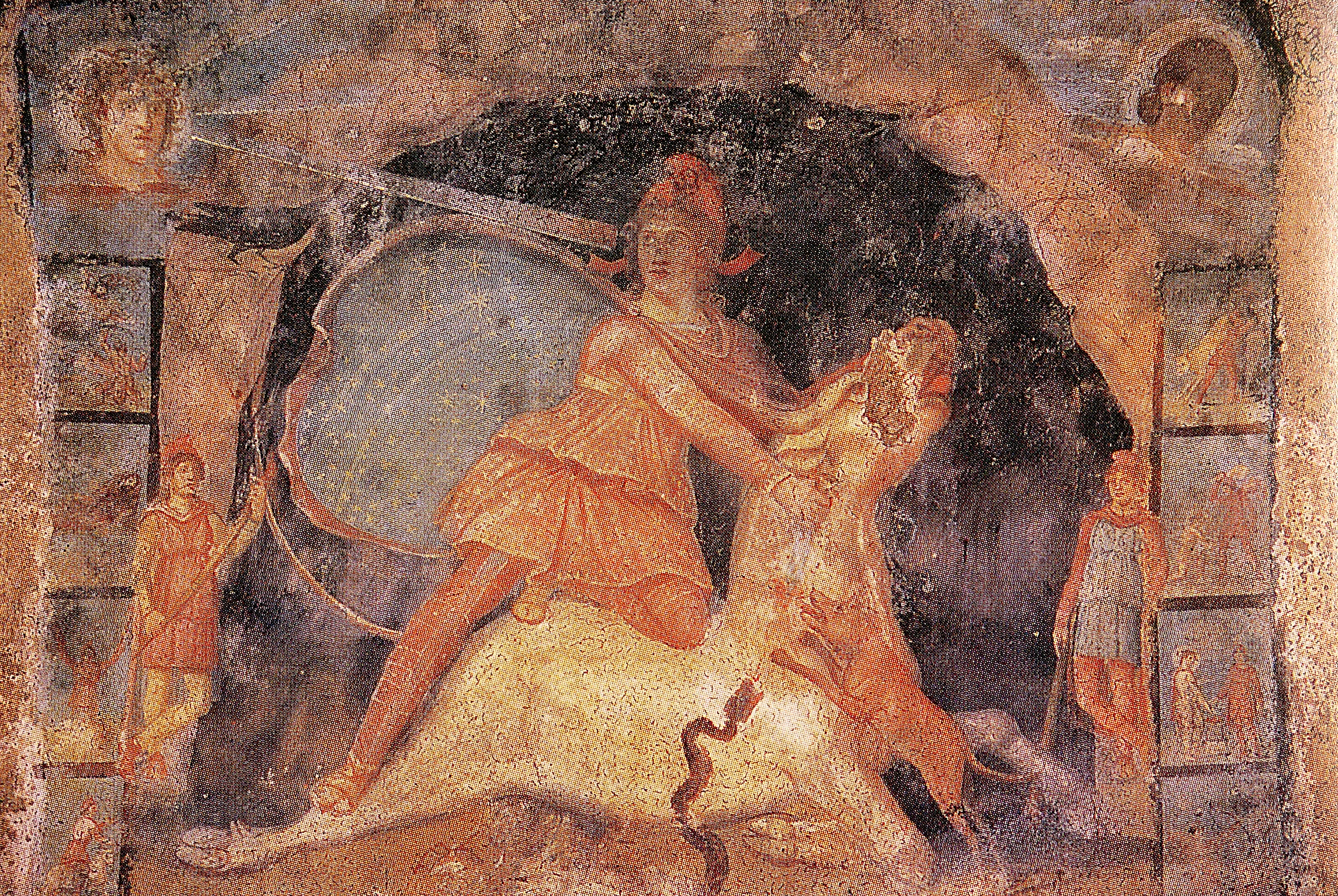
Mitra y el toro, fresco de la ciudad de Marino (Italia).

El culto de Mitra se realizaba en templos denominados mitreos (latín mithraeum, pl. mithraea). Estos espacios eran en un principio cavernas naturales, y, más adelante, construcciones artificiales imitándolas, oscuras y carentes de ventanas. Tenían una capacidad limitada; la mayor parte de ellos no podían acoger a más de treinta o cuarenta personas.
En un mitreo típico, pueden distinguirse tres partes:
- la antecámara
- el spelaeum o spelunca (la cueva), alargada sala rectangular decorada con pinturas y dos largas banquetas a lo largo de cada una de las paredes para los banquetes sagrados;
- el santuario, en el extremo de la cueva, en el que estaban el altar y la imagen - en pintura, bajorrelieve o estatua exenta - de Mitra clavando un arma blanca encima del hombro derecho de un toro, conocida como Mitra Tauróctonos.

Se han encontrado mitreos en muchos de los países que pertenecieron al Imperio romano. Algunos han sido convertidos en criptas bajo iglesias cristianas. La mayor concentración de mitreos se encuentra en la capital, Roma, pero también se han descubierto en lugares tan distantes entre sí como el norte de Inglaterra y Palestina. Su distribución por la geografía del Imperio está en relación con los cuarteles e instalaciones militares.

### Mitología e iconografía
No hay textos sobre el mitraísmo escritos por los propios adeptos, por lo que las únicas fuentes para conocer esta religión son las imágenes sagradas encontradas en los mitreos.
1. Relato mítico
Según el relato que ha podido reconstruirse a partir de las imágenes de los mitreos y los escasos testimonios escritos, el dios Mitra nació cerca de un manantial sagrado, bajo un árbol sagrado, de una roca (la petra generatrix; Mitra es llamado de petra natus o petrogenitus). Esto enlaza con las tradiciones armenias de la cueva de Meher (Mitra). En el momento de su nacimiento, llevaba el gorro frigio, una antorcha y un cuchillo. Fue adorado por pastores poco después de su nacimiento. Bebió agua del manantial sagrado. Con su cuchillo, cortó el fruto del árbol sagrado, y con las hojas de ese árbol confeccionó su ropa.
Encontró al toro primordial cuando pastaba en las montañas. Lo agarró por los cuernos y lo montó, pero, en su galope salvaje, la bestia lo hizo desmontar. Sin embargo, Mitra siguió aferrado a sus cuernos y el toro lo arrastró durante mucho tiempo, hasta que el animal quedó exhausto. El dios lo agarró entonces por sus patas traseras y lo cargó sobre sus hombros. Lo llevó, vivo, soportando muchos padecimientos, hasta su cueva. Este viaje de Mitra con el toro sobre sus hombros se denomina transitus.
Cuando Mitra llegó a la cueva, un cuervo enviado por el Sol le avisó que debía realizar el sacrificio y el dios, sujetando al toro, le clavó el cuchillo en el flanco. De la columna vertebral del toro salió trigo y vino de su sangre. Su semen, recogido y purificado por la luna, produjo animales útiles para el hombre. Llegaron entonces el perro, que se alimentó del grano, el escorpión, que aferró los testículos del toro con sus pinzas, y la serpiente.
2. Iconografía

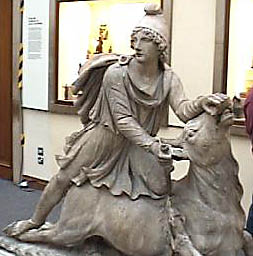
Mitra matando al toro escultura del Museo Británico, perteneciente a la Tauroctonía.

Algunas pinturas muestran a Mitra transportando una roca a su espalda, como Atlas en la mitología griega, o portando una capa cuyo forro interior representa el cielo estrellado. Cerca de un mitreo próximo a la Muralla de Adriano se halló una estatua de bronce de Mitra emergiendo de un anillo zodiacal en forma de huevo, hoy conservada en la Universidad de Newcastle. Una inscripción encontrada en Roma sugiere que Mitra podría identificarse con el dios creador del orfismo, Fanes, quien surgió del huevo cósmico al principio del tiempo, dando existencia al universo. Refuerza esta opinión un bajorrelieve del Museo Estense, en Módena, donde se ve a Fanes surgiendo de un huevo, rodeado de los doce signos del Zodiaco, en una imagen muy similar a la conservada en Newcastle.
La imagen central del mitraísmo es la tauroctonía o Mitra Tauróctonos, que representa el sacrificio ritual por Mitra del toro sagrado. Esta representación tiene elementos iconográficos fijos: Mitra aparece tocado con un gorro frigio y mira a su víctima con compasión; en muchas representaciones, la cabeza de Mitra al tiempo del sacrificio del toro se gira hacia atrás como si cumpliese la inmolación a disgusto. Inclinado sobre el toro, lo degüella con un cuchillo sacrificial; de la herida del toro mana grano; junto al toro, figuran varios animales: un escorpión, que aprieta con sus pinzas los testículos del toro; una serpiente; un perro, que se alimenta del grano que brota de la herida; y un cuervo. A veces aparecen también un león y una copa. La imagen está flanqueada por dos personajes portadores de antorchas, llamados Cautes y Cautópates, en los que se ha apreciado por algunos autores la doble epifanía de Mitra. La escena aparece situada en una especie de cueva, tal vez la representación del propio mitreo, o, según algunas interpretaciones, del cosmos, al estar presentes el sol y la luna.
3. Interpretaciones
Franz Cumont, autor de un estudio clásico sobre la religión de Mitra, interpreta esta imagen a la luz de la mitología irania. Vincula la imagen con textos que se refieren al sacrificio de un toro por Ahriman, el dios del mal; de los sangrientos restos del toro nacerían después todos los seres. Según la hipótesis de Cumont, Ahrimán sería después sustituido por Mitra en el relato mítico y en esta forma habría llegado al Mediterráneo oriental.

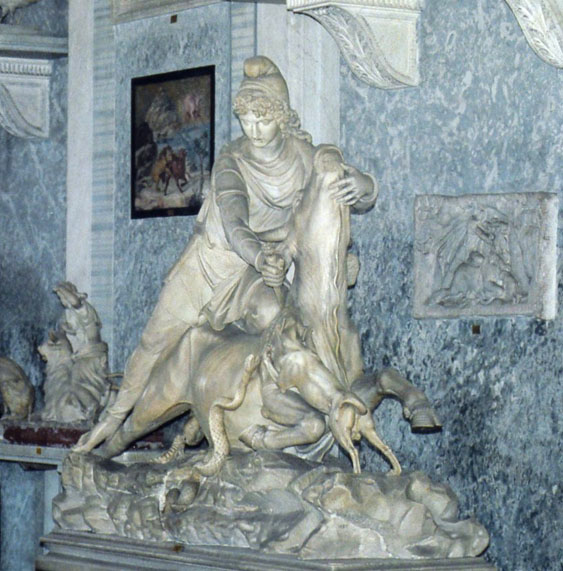
Estatua de Mitra en los Museos Vaticanos.

David Ulansey lanzó una explicación radicalmente diferente de la imagen de Mitra Tauróctonos, basada en el simbolismo astrológico. Según su teoría, la imagen del Tauróctonos es la representación de Mitra como un dios tan poderoso que es capaz de transformar el orden mismo del Universo. El toro sería el símbolo de la constelación de Tauro. En los comienzos de la astrología, en Mesopotamia, entre el 4000 y el 2000 a. C., el Sol estaba en Tauro durante el equinoccio de primavera. Debido a la precesión de los equinoccios, el Sol está en el equinoccio de primavera en una constelación diferente cada 2.160 años, aproximadamente, por lo que pasó a estar en Aries hacia el año 2000 a. C., marcando el final de la era astrológica de Tauro.
El sacrificio del toro por Mitra simbolizaría este cambio, causado, según los creyentes, por la omnipotencia de su dios. Esto estaría en consonancia con los animales que figuran en las imágenes de Mitra Tauróctonos: el perro, la serpiente, el cuervo, el escorpión, el león, la copa y el toro se interpretan como las constelaciones de Canis Minor, Hydra, Corvus, Escorpio, Leo, Acuario y Tauro, todas ellas en el ecuador celeste durante la era de Tauro. La hipótesis explicaría también la profusión de imágenes zodiacales en la iconografía mitraica. La precesión de los equinoccios fue descubierta y estudiada por el astrónomo Hiparco de Nicea en el siglo II a. C.
Otra interpretación considera que el sacrificio del toro representa la liberación de la energía de la Naturaleza. La serpiente, como en el símbolo del Ouroboros, sería una alusión al ciclo de la vida; el perro representaría a la Humanidad, alimentándose simbólicamente del sacrificio, y el escorpión podría ser el símbolo de la victoria de la muerte. Los dos compañeros de Mitra, que portan teas y se llaman Cautes y Cautópates, representarían respectivamente la salida y la puesta del sol.
Para los fieles, el sacrificio del toro tenía sin duda un carácter salvífico y la participación en los misterios garantizaba la inmortalidad.

### Niveles de iniciación
En el mitraísmo, existían siete niveles de iniciación, que pueden estar relacionados con los siete planetas de la astronomía de la época (Luna, Mercurio, Venus, Sol, Marte, Júpiter y Saturno), en este mismo orden, según la interpretación de Joseph Campbell. La mayoría de los miembros llegaban únicamente, hasta el cuarto grado (leo) y solo unos escogidos accedían a los rangos superiores. Los niveles, conocidos gracias a un texto de San Jerónimo que confirman varias inscripciones, eran los siguientes:
- Corax (cuervo);
- Cryphius (κρύφιος) (oculto). Otros autores interpretan este rango como Nymphus (esposo);
- Miles (soldado). Sus atributos eran la corona y la espada;
- Leo (león). En los rituales presentaban a Mitra las ofrendas de los sacrificios;
- Perses (persa);
- Heliodromus (emisario solar). Sus atributos eran la antorcha, el látigo y la corona;.
- Pater (padre). Sus atributos (el gorro frigio, la vara y el anillo) recuerdan a los del obispo cristiano.

En los ritos, los iniciados llevaban máscaras de animales relativas a su nivel de iniciación y se dividían en dos grupos: los servidores, por debajo del grado de leo y los participantes, el resto.

### Los rituales
Para la reconstrucción de los rituales mitraicos, se cuenta únicamente con los textos de los Padres de la Iglesia que critican el mitraísmo, y de la iconografía encontrada en los mitreos.
Las mujeres estaban excluidas de los misterios de Mitra. En cuanto a los varones, parece que no se requería una edad mínima para ser admitido, e incluso fueron iniciados varios niños. La lengua utilizada en los rituales era el griego, con algunas fórmulas en persa (seguramente incomprensibles para la mayoría de los fieles), aunque progresivamente se fue introduciendo el latín.

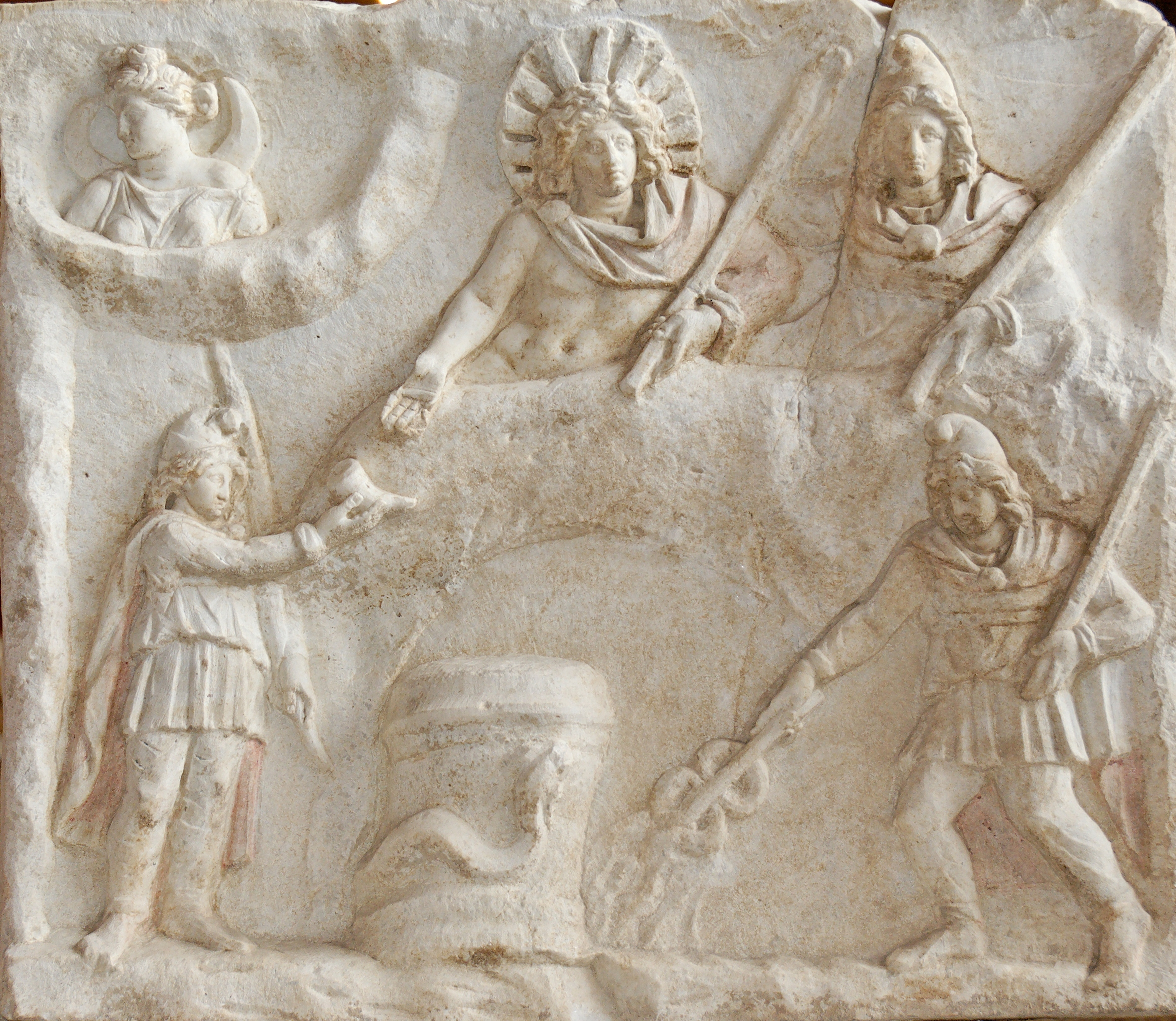
El banquete de Mitra en un bajorrelieve que se conserva en el Museo del Louvre.

Parece ser que el rito principal de la religión mitraica era un banquete ritual, que pudo tener ciertas similitudes (en su apariencia externa) con la eucaristía del cristianismo, o más bien con una comida al estilo de un agape. Según el comentarista cristiano Justino, los alimentos ofrecidos en el banquete eran pan y agua, pero los hallazgos arqueológicos apuntan a que se trataría de carne de animales sacrificados y de libaciones de vino, o quizás de pan y vino, como en el rito cristiano.[cita requerida] Esta ceremonia se celebraba en la parte central del mitreo, en la que dos banquetas paralelas ofrecían espacio suficiente para que los fieles pudieran tenderse, según la costumbre romana, para participar del banquete. Los Cuervos (Corax) desempeñaban la función de servidores en las comidas sagradas. El rito incluía también el sacrificio de un toro. También se sacrificaban otros animales.[cita requerida]
La estatua de Mitra Tauróctonos desempeñaba sin duda un papel en estos ritos, aunque no está muy claro cuál. En algunos mitreos, se han descubierto pedestales giratorios, que permitirían mostrar y ocultar alternativamente la imagen a los fieles.
En algún momento de la evolución del mitraísmo, se utilizó también el rito del taurobolium o bautismo de los fieles con la sangre de un toro, practicado también por otras religiones orientales. Conocemos por Tertuliano la severa condena cristiana a estas prácticas.
Otros ritos debieron estar relacionados con las ceremonias de iniciación. Gracias a Tertuliano, se conoce el rito de iniciación del Soldado (Miles): el candidato era «bautizado» (probablemente por inmersión), se le marcaba con un hierro candente y por último se le probaba mediante el «rito de la corona» (se le colocaba la corona en la cabeza, y el neófito debía dejarla caer, proclamando que Mitra era su corona). Posteriormente los iniciados asistían a una muerte ritual y simulada, en la que el oficiante era un pater, posiblemente ligada a la reencarnación como último paso de la ceremonia iniciática. En el grado de Leo, sabemos por Porfirio que se colocaba miel en la lengua de los recién nacidos y que esta práctica procede del culto iranio en la que la miel representaba la luna. Para los iniciados mayores, se vertía la miel sobre las manos y estos la lamían como señal de comunión. Seguramente, cada nivel de iniciación tendría su propio ritual.

#### Festividades
El 25 de diciembre (coincidiendo aproximadamente con el solsticio de invierno) se conmemoraba el nacimiento de Mitra. También eran sagrados los días 16 de cada mes. Los adeptos de Mitra santificaban también el domingo, día del Sol.

## Historia del mitraísmo

### Antes de Roma
En la Persia aqueménida la religión oficial era el zoroastrismo, que postula la existencia de un único dios, Ahura Mazda. Esta divinidad es la única mencionada en las inscripciones que se conservan de la época de Darío el Grande (521-485 a. C.). Sin embargo, se conserva una inscripción, hallada en Susa, de la época de Artajerjes II (404-358 a. C.), en la que se menciona a Mitra junto a Ahura Mazda y a otra deidad llamada Anahita.

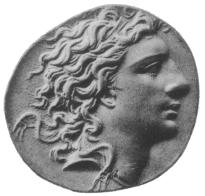
Moneda con el rostro de Mitrídates VI del Reino del Ponto, también apodado Eupator.

¿Existe vinculación entre este Mitra persa, y sus antecesores indoiranios, y el de la religión mistérica del Imperio Romano? Así lo creyó el iniciador de los estudios sobre la religión mitraica, Franz Cumont, pero en la actualidad la cuestión dista de estar clara.[cita requerida]
Un posible indicio de la vinculación entre el Mitra persa y el romano puede encontrarse en los reinos de Partia y el Reino del Ponto, muchos de cuyos reyes llevaron el nombre de Mitrídates, quizá relacionado etimológicamente con Mitra. Por otro lado, en Pérgamo, en Asia Menor, escultores griegos produjeron los primeros bajorrelieves con la imagen de Mitra Tauróctonos. Aunque el culto de Mitra no tuvo apenas difusión en la Hélade, estas imágenes marcan tal vez el camino de Mitra hacia Roma.
La primera referencia en la historiografía grecorromana al culto de Mitra se encuentra en la obra del historiador Plutarco, quien menciona que los piratas de Cilicia celebraban ritos secretos relacionados con Mitra en el año 67 a. C.

### El mitraísmo en el Alto Imperio Romano
Es probable que los introductores del mitraísmo en el Imperio romano fueran los legionarios que habían servido a Roma en las fronteras orientales del Imperio. Las primeras evidencias materiales del culto de Mitra datan del año 71 o 72 de nuestra era: se trata de unas inscripciones hechas por soldados romanos que procedían de la guarnición de Carnuntum, en la provincia de Panonia Superior, y que probablemente habían estado antes en Oriente, en guerra contra los partos y en los disturbios de Jerusalén.
Hacia el año 80 de nuestra era, el autor romano Estacio menciona la escena de la tauroctonía en su Tebaida (I, 719,720). Plutarco, en su Vida de Pompeyo, deja claro que el culto de Mitra era ya conocido en su época.
A finales del siglo II el mitraísmo estaba ampliamente difundido en el ejército romano, así como entre burócratas, mercaderes y hasta entre los esclavos. La mayor parte de las evidencias arqueológicas proceden de las fronteras germanas del Imperio. Pequeños objetos de culto relacionados con Mitra se han encontrado en excavaciones arqueológicas desde Rumania hasta la Muralla de Adriano.

### El mitraísmo en el Bajo Imperio
Los emperadores del siglo III fueron en general protectores del mitraísmo, porque su estructura fuertemente jerarquizada les servía para reforzar su propio poder. Así, Mitra se convirtió en el símbolo de la autoridad y el triunfo de los emperadores. Desde la época de Cómodo, que se inició en sus misterios, los adeptos del culto procedían de todas las clases sociales.
Numerosos mitreos han sido hallados en las guarniciones de frontera del imperio. En Inglaterra, han sido identificados al menos tres, a lo largo del Muro de Adriano, en Housesteads, Carrawburgh y Rudchester. Restos de otro mitreo han sido descubiertos en Londres. Otros santuarios de Mitra erigidos en esta época se encuentran en la provincia de Dacia (donde se halló un mitreo en Alba Iulia en 2003), y en Numidia, en el norte de África.
La mayor concentración de mitreos, sin embargo, se encuentra en la propia Roma, y en la cercana ciudad portuaria de Ostia, con un total de doce templos identificados, aunque posiblemente existieron varios centenares. La importancia del mitraísmo en Roma puede juzgarse a partir de los hallazgos: más de 75 piezas escultóricas, un centenar de inscripciones, y ruinas de templos y santuarios por toda la ciudad y sus suburbios. Uno de los mitreos más destacados, que conserva el altar y los bancos de piedra, se construyó originalmente bajo una casa romana (lo que parece haber sido una práctica habitual) y sobrevive en la cripta sobre la que se construyó la Basílica de San Clemente, en Roma.

### Difusión y espacio religioso del mitraísmo
En el periodo de máximo esplendor, se considera que el mayor número de templos mitraicos en Roma no era superior a cien y que cada uno de ellos no tenía más que un centenar de fieles, por lo que el volumen de practicantes se reduciría a unos diez mil en la metrópoli, según Windengren. La importancia otorgada al mitraismo en el Imperio romano viene dada por su abierta competencia con el cristianismo y su condición de religión militar fuertemente implantada en las legiones, más que por el número de adeptos.

### Final del mitraísmo
A finales del siglo III se produjo un sincretismo entre la religión mitraica y ciertos cultos solares de procedencia oriental, que cristalizaron en la nueva religión del Sol Invictus. Dicha religión fue establecida como oficial en el Imperio en el año 274 por el emperador Aureliano, quien erigió en Roma un espléndido templo dedicado a la nueva divinidad y creó un cuerpo estatal de sacerdotes para rendirle culto, cuyo máximo dirigente llevaba el título de pontifex solis invicti. Aureliano atribuyó a Sol Invictus sus victorias en Oriente. Este sincretismo, sin embargo, no conllevó la desaparición del mitraísmo, que siguió existiendo como culto no oficial. Muchos de los senadores de la época profesaron al tiempo el mitraísmo y la religión del Sol Invictus.
Sin embargo, este período marcó el comienzo de la decadencia del mitraísmo, a causa de las pérdidas territoriales que el Imperio sufrió como consecuencia de las invasiones de pueblos bárbaros, y que afectaron a territorios fronterizos donde el culto estaba muy arraigado. La competencia del cristianismo, apoyado por Constantino, robó adeptos al mitraísmo. Hay que tener en cuenta que el mitraísmo excluía a las mujeres, que sí tenían derecho a participar en el culto cristiano. El cristianismo desplazó al mitraísmo durante el siglo IV, hasta convertirse en la única religión oficial del Imperio con Teodosio (379-395). Hubo algunos intentos de revitalizar el culto de Mitra por parte de Juliano el Apóstata (361-363) y del usurpador Eugenio (392-394), pero no tuvieron demasiado éxito. El mitraísmo quedó formalmente prohibido desde el año 391, aunque probablemente su práctica clandestina se mantuvo durante algunas décadas.
El mitraísmo sobrevivió aún hasta entrado el siglo V en algunas regiones de los Alpes y volvió a la vida, tenaz pero efímeramente, en las regiones orientales del Imperio, donde se había originado. Sus conceptos dualistas tuvieron un importante papel en el desarrollo del maniqueísmo, religión que resultaría otra dura competidora para los cristianos.

## Similitudes con religiones modernas
Los estudios arqueológicos e históricos recientes han estado mostrando que durante los tiempos precristianos existían en Egipto, regiones del centro de Asia y el Mediterráneo varias corrientes religiosas con un núcleo de miembros formando sociedades secretas practicando ritos en los cuales se usaban simbologías basadas en las posiciones de las constelaciones, los planetas, el sol y la luna. Unos enfocados en el sol, otros en algún arreglo de las constelaciones, otros enfocados en planetas, etc. Es también posible que tales sociedades secretas antiguas hayan tenido una raíz común en aquellos que estudiaban y registraban el movimiento de las estrellas. Ellas proporcionaron muchas de las alegorías que todavía se utilizan en las religiones abiertas y cerradas modernas, e incluso en instituciones no religiosas como la masonería.

### Similitudes con el cristianismo
Morfológicamente, el cristianismo es una religión entretejida de misterios, carácter este muy esfumado hoy en día por influencia de la cristiandad medieval, pero que en la antigüedad cristiana estaba muy acentuado.
En la antigüedad, en el cristianismo, las verdades que atañían a la fe no debían divulgarse sin precauciones y la participación en las ceremonias estaba reservada exclusivamente a los iniciados. Aunque este tema aún no se haya esclarecido del todo, según M. G. Hocquard, sabemos que solamente la iluminación bautismal iniciaba en los misterios cristianos que se mantenían así en reserva, inaccesibles, sin ser por ello del todo secretos.
Entre 1913 y 1914, el sacerdote, padre, teólogo excomulgado católico, filósofo e historiador francés, Alfred Loisy, profesor en el Collège de France, publicó sus estudios sobre el origen del cristianismo en la Revue d’histoire et de Littérature religieuses.
En 1919, los publicó en formato de libro con el nombre de Los misterios paganos y el misterio cristiano. La primera edición se agotó rápidamente y hubo que reimprimirla luego que Loisy la revisara y corrigiera. En su libro, Loisy realizó una discusión profunda y minuciosa de los testimonios concernientes hasta esa época sobre las religiones de los misterios paganos y su influencia en los orígenes históricos del cristianismo. 
Estas cuestiones ya habían sido planteadas por R. Reitzenstein en su libro Die hellenistischen Mysterierreligionen (Leipzig, Teubner, 1820) y el tema se había debatido en el Congreso de historia de la religiones reunido en Leyden en septiembre de 1912.
La hipótesis que Loisy formula es que en sus primeras épocas el cristianismo fue un plan de salvación análogo a los cultos de los misterios paganos, frente a los cuales rivalizó durante mucho tiempo para finalmente lograr vencerlos.
Los primeros pensadores cristianos fueron judíos helenizantes que vivían en un mundo pagano, por eso sus primeras teorías tienen una base teórica judía teñida de rituales propios del paganismo. Considera que el cristianismo es más o menos una adaptación de los elementos esenciales de los misterios paganos al monoteísmo judío de esos siglos. El trabajo interior de la consciencia religiosa es preparado y condicionado por una tradición religiosa anterior, no el producto de experiencias religiosas absolutamente independientes que tendrían en sí mismas toda su explicación.
Similitudes con el cristianismo, según Loisy:
- el mitraísmo tenía rasgos de profundo simbolismo moral;

- era un culto totalmente cerrado, cofradía, que en eso recuerda al cristianismo de los primeros siglos, con sus agrupamientos exclusivos y su culto enteramente secreto;

- el secreto del mitraísmo no era la fe sino los ritos. Ritos de sacrificio y mitos de sacrificio como en el cristianismo (Cristo entregado a la muerte para borrar los pecados de los hombres);

- las cofradías de Mitra admitían solamente varones y no mujeres quienes no participaban en las funciones del culto;

- los reyes honraban a Mitra, lo tomaban como testimonio de sus juramentos y lo invocan en los combates;

- la trinidad cristiana (a diferencia del dios único del judaísmo) se asemeja a la trinidad de los cultos politeístas mitríacos (Padre Zeus-Ormazd, Mitra y toro);

- Zeus-Ormazd (el Zeus griego que es el Ormazd persa) era el dios Padre supremo, pero Mitra era el verdadero objeto de la religión. El grado supremo del dios era el de Padre, cuya dignidad correspondía a la de Mitra en el cielo;

- el joven dios era hermoso, valiente, puro y enseñaba una moral austera que practicaba él mismo;

- la idea de la salvación: el salvador cristiano se asemeja a los dioses salvadores de misterio, Mitra era un dios salvador;

- el mito del sacrificio del toro (sacrificio simbólico durante el rito) a manos de Mitra tenía como finalidad la redención e inmortalidad de los adeptos. Sobre el sacrificio del toro (representando a Mitra) reposaba el equilibrio del mundo y la salvación de los hombres;

- el banquete ritual de los fieles de Mitra tenía similitudes con la eucaristía cristiana. A veces probablemente se sacrificaban toros reales pero no se comía carne de toro, la bebida sagrada (según algunos era agua y según otros era vino) que representaba la sangre del toro eran la sustancia del toro místico y divino que era Mitra. Se consumía (simbolizada en la bebida sagrada) junto con la ofrenda del pan durante la cena. La sustancia del toro divino estaba en el pan de la cena de los iniciados tal como estará la sustancia de Cristo en el alimento de los bienaventurados;

- la intención del rito era la misma: el Soldado se consagraba a Mitra, como el cristiano a Cristo;

- el culto de Mitra conocía la semana con consagración de los siete días a las siete divinidades planetarias pero a diferencia de los judíos santificaban el día del Sol, el domingo, y no el sábado[13]

- el sacerdote era un iniciado del grado superior, un Padre; los atributos del pater —máximo nivel de iniciación en el mitraísmo— eran el gorro frigio, la vara y el anillo, muy similares a la mitra, el báculo y el anillo de los obispos cristianos.

- Mitra también bautizaba a sus creyentes y prometía la expiación de los pecados por el efecto del baño. Solo en este culto se unía al bautismo la imposición de un signo en la frente, como en la Iglesia cristiana.

- El día de natalicio del sol era celebrado por los mitraicos el 25 de diciembre.[13]

Otros historiadores, por el contrario, han destacado la escasa popularidad del mitraísmo y el escaso interés mostrado por él por parte de los autores cristianos, que por tanto no se habrían inspirado en él, o no mucho. Las críticas cristianas al culto de Mitra parecen remontarse principalmente al período del triunfo del cristianismo, cuando los cultos paganos desaparecieron progresivamente, a veces a raíz de episodios de violencia. El hecho de que las comidas comunitarias se practiquen tanto en el cristianismo como en el culto a Mitra probablemente no sea el resultado de tomar prestado de una forma u otra, sino simplemente de que ambos surgieron de un modelo cultural grecorromano mucho más antiguo. Un punto común entre los seguidores de ambos cultos podría ser el hecho de que practican ritos no públicos, y muchas veces provienen de categorías que no tienen un reconocimiento social acorde a su éxito económico. Pero el culto a Mitra no tiene los aspectos subversivos del culto cristiano respecto a la religión tradicional romana, ya que no afirma que su verdad sea la única admisible, y es menos visible y menos difundido que el cristianismo. Desde el punto de vista religioso, los puntos comunes entre los dos cultos son el lugar que ocupa la personalidad de la divinidad central, el lugar importante otorgado a su mito como garantía de la eficacia de los ritos, que se presentan como una imitación de los actos realizados por esta figura. Por otra parte, los dos cultos se oponen entre sí por el hecho de que uno se basa en una iconografía rica y estandarizada difundida en sus lugares de culto, mientras que el otro se basa en textos sagrados. El cristianismo destaca también por su mensaje universal, su apertura a todos.

## Lugares que visitar
- El Mitreo de Londres (Reino Unido) es un yacimiento arqueológico debajo de un edificio de la City de Londres.
- La ciudad de Mérida (España), donde se puede visitar la Casa del Mitreo y el Museo Nacional de Arte Romano, que expone una escultura de un mitreo.
- El Museo de Dieburg (Alemania) expone hallazgos de un mitreo, incluyendo las piezas de cerámica utilizadas en la liturgia.
- El museo de Hanau (Alemania) muestra la reconstrucción de un mitreo.
- El museo de la Universidad de Newcastle expone los objetos encontrados en los tres sitios arqueológicos a lo largo de la Muralla de Adriano, y recrea un mitreo.
- La basílica de San Clemente, en Roma, tiene un mitreo muy bien conservado.
- La ciudad de Martigny (antigua Octodurus), en los Alpes Suizos, muestra un mitreo reconstruido.
- El museo arqueológico de la ciudad de Cabra, donde existe una reproducción de un mitreo, y la escultura del siglo II Mitra de Cabra.
- Ostia Antica, puerto de Roma, donde se han encontrado restos de 17 mitreos; uno de ellos presenta hallazgos de importancia sustancial.
- El Museo de Arte de Cincinnati expone un relieve de un mitreo de Roma que representa a Mitra matando al toro.
- El Museo Arqueológico y Etnológico de Córdoba (España) expone la escultura del Mithras tauróctonos hallado en la Villa del Mitra, en Cabra (Córdoba).
- El yacimiento arqueológico de Fuente Álamo en Puente Genil (Córdoba), donde se pueden visitar los restos de un mitreo en el contexto de una villa rural.
- El lapidarium del Museo Brukenthal de Sibiu (Rumania) expone un mitreo reconstruido con algunos de los artefactos desenterrados en Apulum (Alba Iulia).
- El mitreo aparecido frente a la catedral, Museo Universitario A Domus do Mitreo de Lugo (España).